# Valdesamario
Valdesamario – gmina w Hiszpanii, w prowincji León, w Kastylii i León, o powierzchni 61,73 km². W 2011 roku gmina liczyła 222 mieszkańców.